# Goniometr

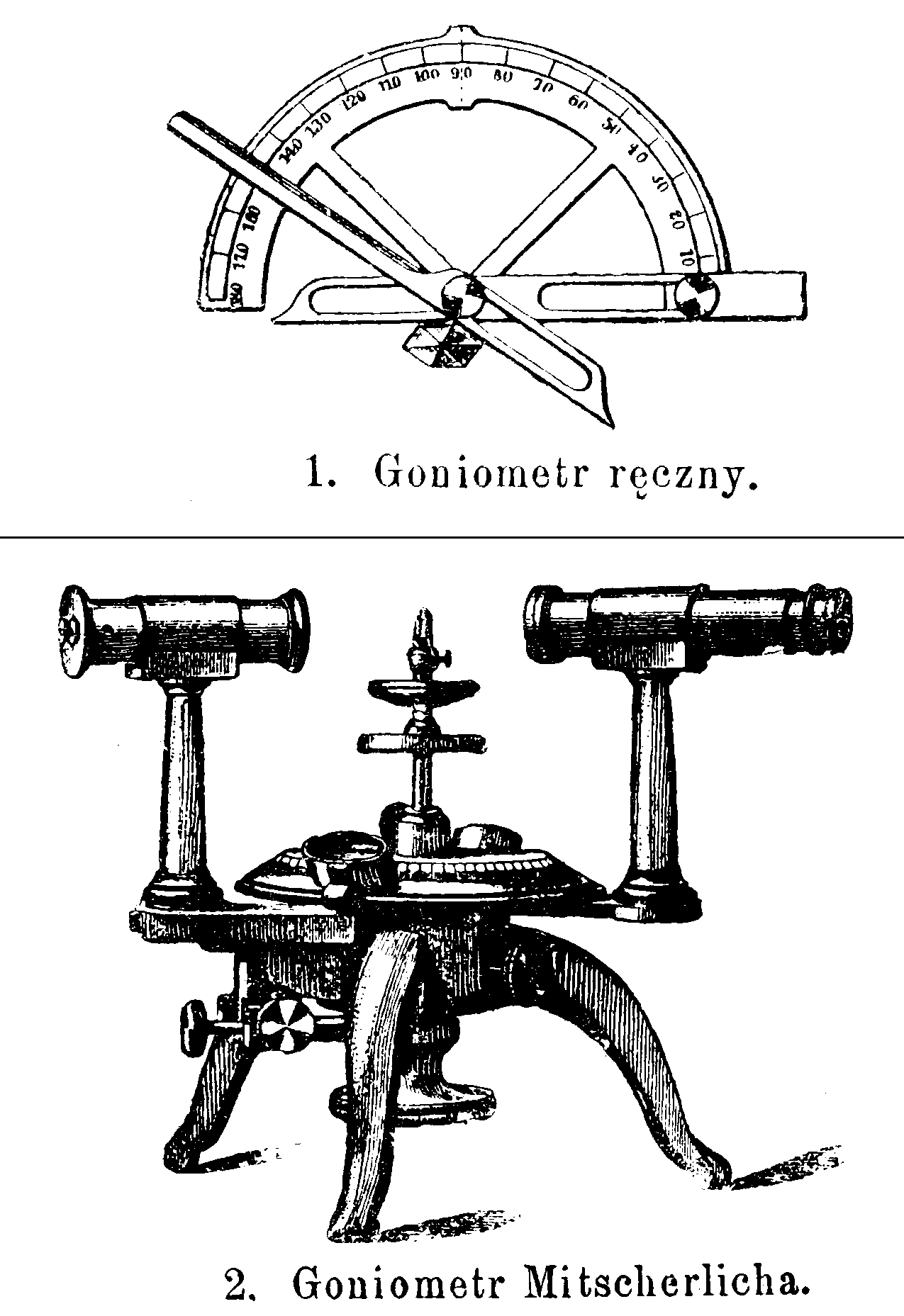
Goniometr ręczny (1) oraz goniometr Mitscherlicha (2) na rysunkach z r.1900

Goniometr – miernik kątów; nazwa stosowana w szczególności w odniesieniu do urządzeń przeznaczonych do mierzenia kątów zawartych pomiędzy ścianami kryształów. Najprostsza odmiana przyrządu to goniometr ręczny, w którym kryształ umieszcza się między szyną stałą a ruchomą, wielkość zaś kąta odczytuje się bezpośrednio na podziałce.
Dokładniejsze są goniometry polegające na prawach odbijania się światła. Najczęściej używany jest goniometr Wollastona oraz jego udoskonalona wersja opracowana przez Eilharda Mitscherlicha. W tym ostatnim z pośrednictwem lunety obserwuje się obraz szczeliny w rurze, odbity w jednej ścianie kryształu, a następnie kryształ obraca się tak, aby w lunecie ukazał się obraz odbity od drugiej ściany. Kąt, o jaki obrócono kryształ jest dopełnieniem kąta zawartego  między obu ścianami. Dokładny obrót kryształu dokonywany jest przy pomocy precyzyjnych śrub.
Określenie goniometr używane było też na określenie radionamiernika.